# Modelo Brewer e Nash
O modelo Brewer e Nash foi construído para fornecer controles de acesso que podem mudar dinamicamente. Esse modelo de segurança da informação, também conhecido como modelo Muralha da China, foi projetado para fornecer controles que atenuam conflito de interesses em organizações comerciais, e é construído sobre um modelo de fluxo de informações.
No modelo Brewer e Nash, nenhuma informação pode fluir entre os sujeitos e objetos de uma forma que crie um conflito de interesses.